# Jayapura

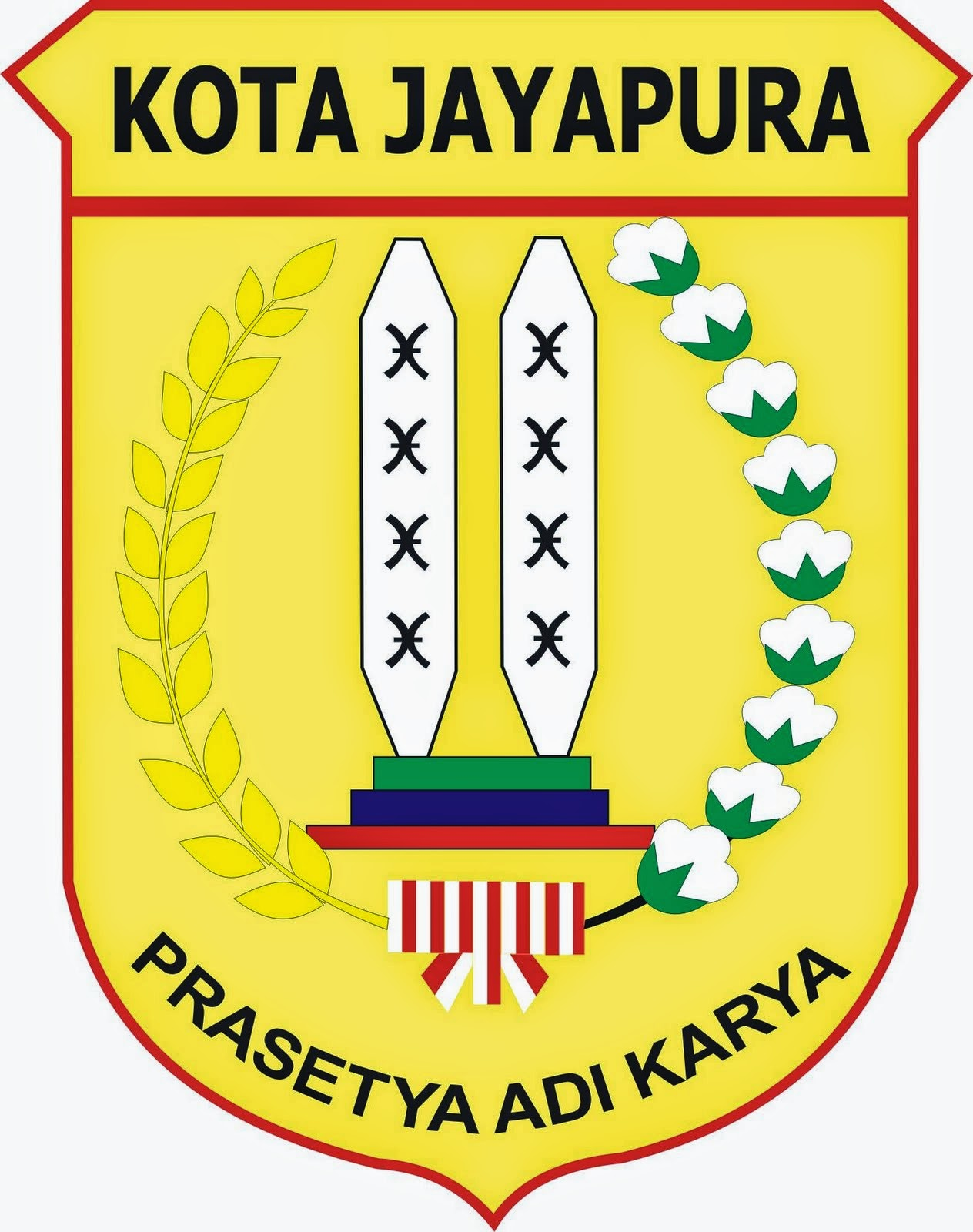
Jayapura

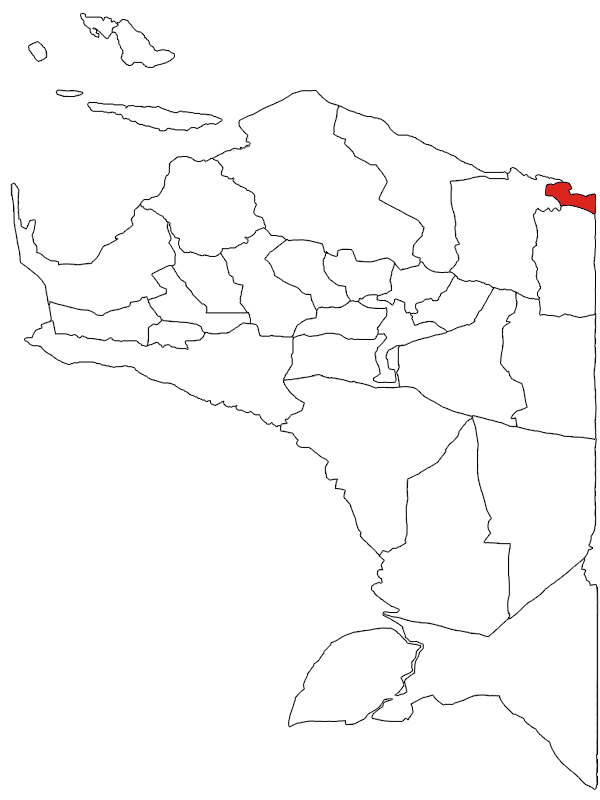
Vị trí tại Papua

Jayapura, cũng gọi là Djajapura, là thành phố ở phía đông Indonesia, thủ phủ của Papua. Thành phố nằm ở chân dãy núi Cyclops, bên vịnh Yos Sudarso (vịnh Humboldt), bờ biển bắc của New Guinea. Dân số năm 2002 khoảng 200.000 người. Đây là một trung tâm của một khu vực trồng cacao, dừa, rau và chăn nuôi gia súc. Thành phố này được người Hà Lan thành lập năm 1910 và đã là trung tâm hành chính của Hollandia. Đây đã là căn cứ của Nhật Bản trong thế chiến II cho đến khi Đồng Minh chiếm giữ vào năm 1944 và thành phố đã trở thành thủ đô của thuộc địa New Guinea thuộc Hà Lan giai đoạn 1949-1962. Sau đó thành phố đã được chuyển sang cho Liên Hợp Quốc kiểm soát và đã được đặt dưới quyền kiểm soát của Indonesia năm 1963 và được đổi tên thành Sukarnapura. Thành phố này có tên như hiện này vào năm 1969.

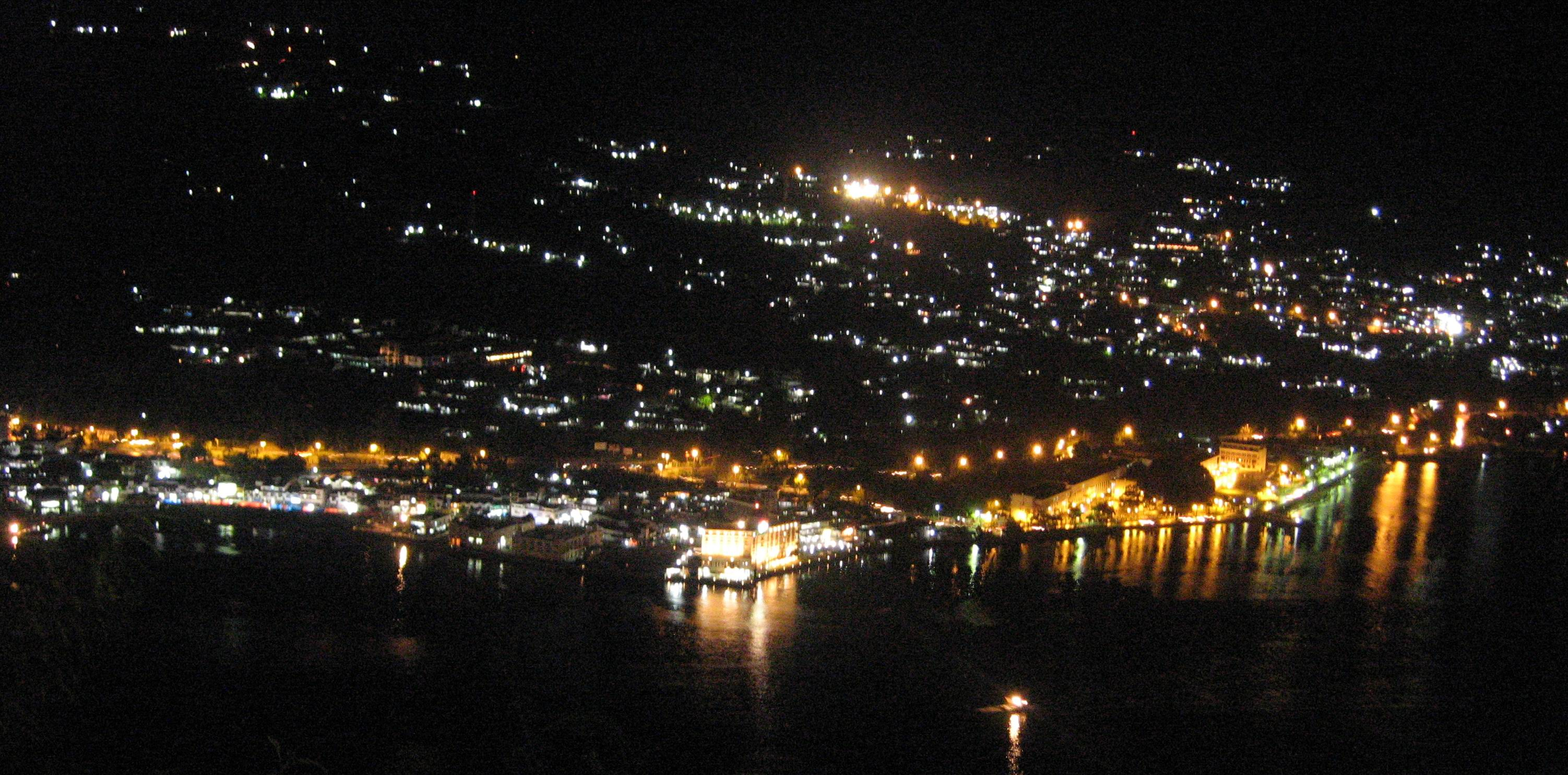
Jayapura về đêm